# Йордан Севов
Йордан Анастасов Севов е български архитект, съветник на цар Борис III, убит от т.нар. „Народен съд“.

## Биография
Йордан Севов е роден на 2 (15) ноември 1891 година в град Ески Джумая (днес Търговище), Княжество България. Основното си образование получава в родния си град, след което учи във Военното на Н.В. училище в София. Завършва го през 1912 година с 32-рия випуск, наричан „Царски“, тъй като в него е зачислен бъдещият цар Борис III. По-късно Севов завършва архитектура и строително инженерство в Кралското висше техническо училище в Дрезден (Германия). Прекъсва на два пъти обучението си, за да участва във войните за национално обединение – Балканската, Междусъюзническата и Първата световна война. През 1920 г. се завръща в България и започва да работи в Министерството на транспорта (Дирекция на железниците). Предполага се, че още по това време извършва архитектурна дейност по царски обекти, за което е натоварен от инспектора по дворците Димитър Генчев. На 16 април 1925 година, разговор, проведен между него и царя, забавя пристигането на цар Борис III в църквата „Света Неделя“ и така се предотвратява убийството му при извършения атентат.
През 1925 година напуска България и заминава да работи като архитект в Турция. Първоначално открива архитектурно-проектантско бюро в Истанбул, а след това в Анкара. Участва в проектирането и строителството на магистрали, шосета, частни и обществени сгради. Асистент е на германския професор Херман Янсен при изработването на градоустройствените планове на новата турска столица Анкара. Самостоятелно работи върху плановете на Дипломатическия квартал там. Запознава се с президента на Република Турция Мустафа Кемал Ататюрк, който му възлага строителството на чифлика „Мармара“ и на резиденция в близост до столицата. Проектира керамични фабрики по програмата на правителството на Мустафа Кемал Ататюрк през 20-те години на миналия век за икономическото възраждане на Турция. Докато е в Турция архитект Севов става известен сред висшето общество и управляващите кръгове със своята архитектурна дейност. Той строи жилище на турския министър на външните работи Рюжди Арас, сближава се с депутати и министри. Завръща се в България в началото на 30-те години и се установява в София.
Официално в края на 1938 година Севов е сред най-близкото обкръжение на българския цар Борис III. Година по-късно става негов съветник и изпълнява важни държавни дипломатически мисии, но никога не получава заплата за тази своя дейност. Влиянието му е толкова голямо, че се намесва при съставянето на няколко български правителства. През 1940 година изиграва и решаваща роля при съставянето на кабинета на Богдан Филов. В дневника си Евдокия Филова пише, че всички говорели за Севов, че е най-довереният човек на царя. Доказан исторически факт е, че дори Министерският съвет е прекъсвал заседанията си, когато съветникът внезапно влизал, за да присъства на тях. Където и да се появял, всички знаели, че става нещо важно за страната ни. Йордан Севов е бил натоварен и със секретни мисии в Германия. След неговото посещение в Берлин по поръчение на цар Борис III през 1942 година е бил отзован тамошният пълномощен министър Първан Драганов. През януари той посещава квартирата на Хитлер в качеството си на адютант на министъра на войната генерал Никола Михов. Българският монарх го изпраща с думите: „Вече не вярвам на генерала, а трябва да знам какво говори и какво обещава.“ На историческата среща лично Севов представя становището на царя и българската позиция за военните операции по границите на Турция и беломорското крайбрежие пред фюрера. До смъртното ложе на Борис III архитектът е неотлъчно до него. Преди да издъхне, в стаята му са най-близките хора – царица Йоанна, принц Кирил, княгиня Евдокия, лекарите, Богдан Филов и Севов.
След смъртта на царя съветникът напуска столицата и се връща със семейството си в Търговище. Живее в родния си град до момента, когато регентите го викат отново в София и му възлагат последната дипломатическа задача в Турция. Той трябва да установи връзки с управленския елит там, които да го свържат с представители на съюзниците, за да се подпише примирие с България и така страната ни да излезе от войната. Мисията му обаче е неуспешна.
Основно негово професионално занимание и призвание са архитектурата и строителството. Има собствено архитектурно-строително бюро на бул. „Витошка“ №3 в София. Автор е на проектите или е предприемач по строителството на редица царски обекти и сгради в България, между които двореца в Кричим, царската ловна хижа „Ястребец“, читалището в Крумовград, хижа „Панагюрските колонии“, постройки в Царска Бистрица и с. Баня, Карловско. С лични средства на царица Йоанна той проектира и строи Преванториума за гръдоболни деца в Трявна, където работят десетки евреи, на които той и царицата осигуряват през 1943 година препитание и подслон. Участва с някои архитектурни решения в осъвременяването интериора на царския дворец в София, проектира къщата на княгиня Евдокия край Борисовата градина, караулката на 4-ти километър по пътя София – двореца „Врана“, жилищни сгради в центъра на София и още много други. Архитект Севов е предприемач по строителството на новия Общински дом в Шумен, където оставя своя почерк при използването на бигора и белия врачански камък за облицовка на сградата, с която препраща към архитектурни мотиви от времето на Българското средновековие. Работи по изграждането на сградата на Тракцията в град Русе, която завършва в началото на 30-те години на XX век. Архитект Йордан Севов участва и в благоустрояването на Търговище. По данни на неговите наследници с участието му са построени сградите на Дизеловата електроцентрала, на Популярната банка (дн. Банка ДСК), на Безплатните ученически трапезарии, на халите, на Първа гимназия „Св. Седмочисленици“.
На 8 октомври 1944 година Йордан Севов е арестуван и изправен пред т. нар. „народния съд“ в София, с обвинение че е бил свързан с Гестапо. На 2 февруари 1945 година е изпълнена смъртната му присъда, издадена от този „съд“.